# Magyar női kosárlabda-válogatott
A magyar női kosárlabda-válogatott Magyarország nemzeti női kosárlabda-válogatottja, melyet a Magyar Kosárlabdázók Országos Szövetsége irányít.
A csapat legnagyobb sikere az 50-es években elért két Európa-bajnoki ezüstérem, valamint az 1957-es világbajnoksági 5. hely. A csapat a nyolcvanas években újra megerősödött, és 10 év alatt az 5 Európa-bajnokságon négyszer is bronzérmet szerzett.
Magyarország önállóan négy alkalommal (1950, 1964, 1983, 1997), 2015-ben Romániával közösen rendezett Európa-bajnokságot.

## Részvételei

### Nyári olimpiai játékok
- 1976: –
- 1980: 4. hely
- 1984: kijutott, de nem indult el
- 1988: –
- 1992: –
- 1996: –
- 2000: –
- 2004: –
- 2008: –
- 2012: –
- 2016: –
- 2020: –
- 2024: nem jutott ki

### Világbajnokság
| - 1953: – - 1957: 5. hely - 1959: 7. hely - 1964: – - 1967: – - 1971: – - 1975: 9. hely - 1979: – - 1983: – - 1986: 8. hely | - 1990: – - 1994: – - 1998: 10. hely - 2002: – - 2006: – - 2010: – - 2014: – - 2018: – - 2022: – |

### Európa-bajnokság
- 1938: –
- 1950:  Ezüst (rendezőként)
- 1952:  Bronz
- 1954: 4. hely
- 1956:  Ezüst
- 1958: 7. hely
- 1960: 9. hely
- 1962: 7. hely
- 1964: 8. hely (rendezőként)
- 1966: 9. hely
- 1968: 10. hely
- 1970: 10. hely
- 1972: 6. hely
- 1974: 4. hely
- 1976: 8. hely
- 1978: 6. hely
- 1980: 7. hely
- 1981: 9. hely
- 1983:  Bronz (rendezőként)
- 1985:  Bronz
- 1987:  Bronz
- 1989: 7. hely
- 1991:  Bronz
- 1993: 8. hely
- 1995: 12. hely
- 1997: 4. hely (rendezőként)
- 1999: –
- 2001: 7. hely
- 2003: 10. hely
- 2005: –
- 2007: –
- 2009: 14. hely
- 2011: –
- 2013: –
- 2015: 17. hely (társrendezőként)
- 2017: 12. hely
- 2019: 7. hely
- 2021: –
- 2023: 4. hely
- 2025: –

## Szövetségi kapitányok
- Eszéki Rezső (1945–1949)[1]
- Gyimesi János (1950–1952)[2]
- Szabó Johnny János (1952–1957)
- Lehóczki Tibor (1958–1960)[3]
- dr. Jóna Ernő (–1964)[4]
- Bánki Ferenc (1965–1967)[5][6]
- Komáromi Ede (1967–1968)[7]
- Killik László (1969–1988)[8]
- Madacsay Miklós (1988–1990)[9]
- Pálinkás József (1990–1993)[10]
- Buttás Pál (1994–1995)[11][12]
- Killik László (1995–1997)[13]
- Rátgéber László (1997–2004)[14][15]
- Sterbenz Tamás (2004–2006)[16]
- Bencze Tamás (2007)[17][18]
- Székely Norbert (2007) ideiglenesen[19]
- Rátgéber László (2008–2009)[20][21]
- Székely Norbert (2009–2011)[22][23]
- Štefan Svitek (2012)[24]
- Farkas Sándor (2013–2014)[25][26]
- Štefan Svitek (2015–2017)[27][28]
- Székely Norbert (2017–2024)[29]
- Völgyi Péter (2024–)[30]

## Külső hivatkozások
- A Magyar Kosárlabdázók Országos Szövetségének honlapja (magyarul)